# Philipp Conrad Fabricius
Philipp Conrad Fabricius (Butzbach, 1714 – Helmstedt, 1774) è stato un medico e botanico tedesco.
La sua opera principale è Enumeratio plantarum horti Helmstadiensis (Helmstedt 1759),, nella quale viene adottata la nomenclatura binomiale recentemente proposta da Linneo.

## Altre opere
- Animadversiones varii argumenti medicas ex scriptis ejusdem minoribus collegit notisque adjectis edidit G. R. Lichtenstein. Helmtadii: Kühnlin, 1783
- Genuinae calculi renalis genesis. Helmstadii : Schnorr, 1756.
- Enumeratio methodica plantarum horti medici Helmstadiensis, secundum Linnei et Heidteri systema digesta stirpium rariorum vel nondum satis extricatarum descriptione subiuncta. 3ª Ed., auctior posthuma. Helmstadii : [Drucker:] Kühnlin, 1776
- De febre lenta post febrem continuam auctam simplicem vel continuam remittentem sequente rite sananda. Helmstadii : [Drucker:] Drimborn, 1763
- Commentatio historico-physico-medica de animalibus quadrupedibus, avibus, amphibiis, piscibus et insectis Wetteraviae indigenis. Helmstadii : Schnorr, 1749
- Sermo academicus de praecipuis Germanorum in rem herbariam meritis ... die 25. Iunii ann. 1751 .... Helmstadii : Schnorr, 1751

## Riconoscimenti
Il genere Neofabricia Joy Thomps. della famiglia delle Mirtacee è un omaggio al suo nome
| Fabr. è l'abbreviazione standard utilizzata per le piante descritte da Philipp Conrad Fabricius. Consulta l'elenco delle piante assegnate a questo autore dall'IPNI. |